# Графиня Чинчон
«Графиня Чинчон» (исп. Condesa de Chinchón) — картина маслом Франсиско Гойя, написанная им около 1800 года.
Работа хранится в музее Прадо в Мадриде. На картине изображена Мария Тереза де Бурбон, 15-я графиня Чинчон.